# Myrolubiwśke
Myrolubiwśke (ukr. Миролюбівське) – osiedle na Ukrainie, w obwodzie mikołajowskim, w rejonie wozniesieńskim, w hromadzie Prybużany. W 2001 liczyło 714 mieszkańców, spośród których 675 wskazało jako ojczysty język ukraiński, 32 rosyjski, 4 mołdawski, a 3 inny.